# 草津温泉町内巡回バス

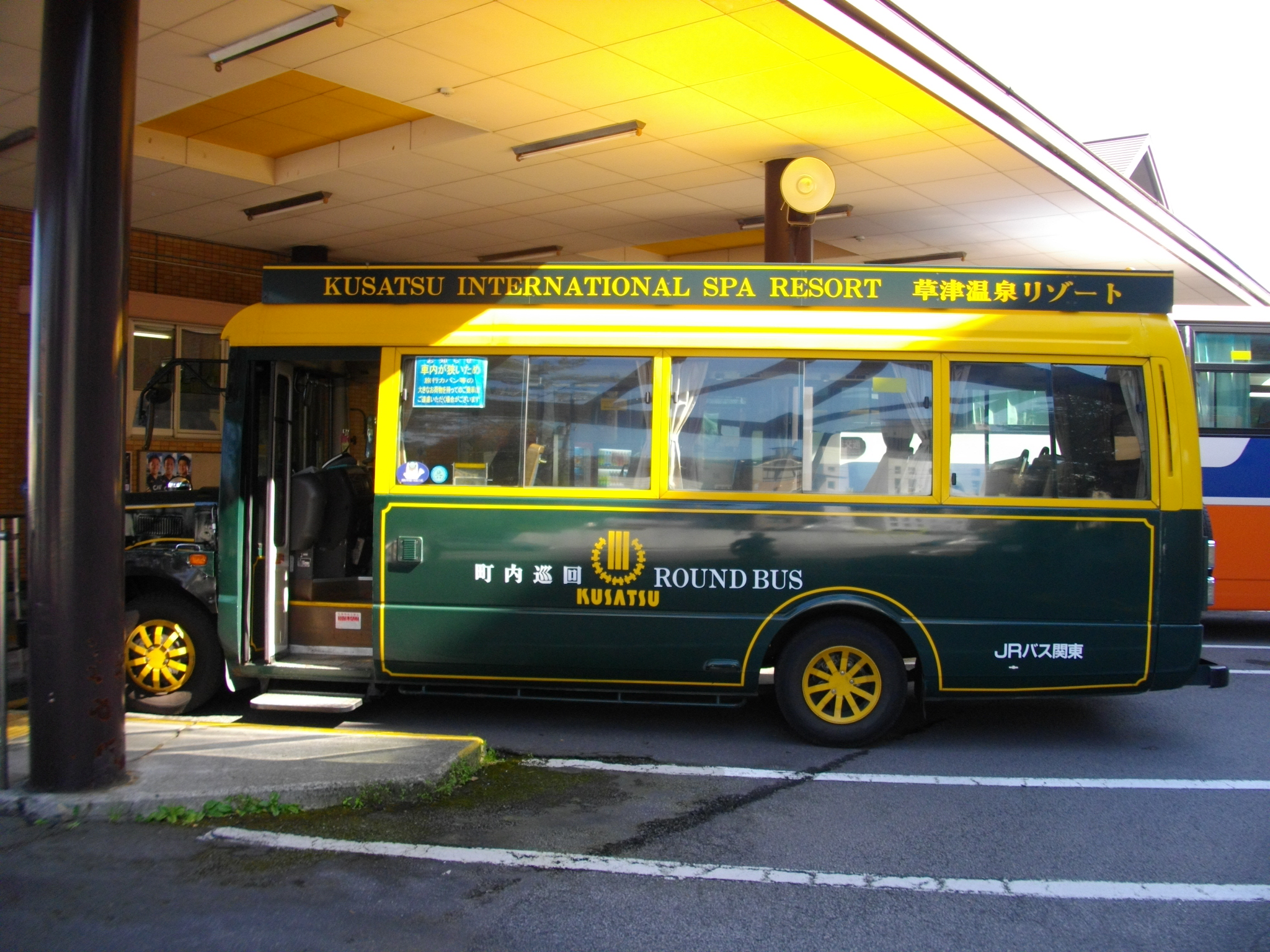
草津温泉町内巡回バス

草津温泉町内巡回バス（くさつおんせんちょうないじゅんかいバス）は群馬県吾妻郡草津町のコミュニティバスである。JRバス関東長野原支店が受託している。

## 現行路線

### A巡回 （温泉街周辺）
- 草津温泉バスターミナル → 湯畑白旗の湯前 →　草津熱帯圏　→ テルメテルメ前　→西の河原公園駐車場前 → 草津温泉スキー場 → 総合保健福祉センター → 道の駅 → 草津温泉バスターミナル

### B巡回 （前口方面）
- 草津温泉バスターミナル → 総合保健福祉センター → 道の駅 → 井堀 → 赤川原 → 草津前口 → 道の駅 → 総合保健福祉センター → 草津温泉バスターミナル

### C巡回 （南本町・昭和区方面）
- 草津温泉バスターミナル → 総合保健福祉センター → 本白根団地前 → 昭和公園前 → 八十八カ所 → 草津温泉バスターミナル → 総合保健福祉センター → 鶴太郎美術館入口 →　草津温泉バスターミナル
- 草津温泉バスターミナル → 総合保健福祉センター → 本白根団地前 → 昭和公園前 → 八十八カ所 → 草津温泉バスターミナル → 総合保健福祉センター → 西の河原公園駐車場前 → 八十八カ所 → 本白根団地前 → 総合保健福祉センター →　ベルツこども園前 
（12月29日～1月3日を除く平日・土曜の朝1便のみ）

### D巡回 （こども園帰り便）
- ベルツこども園前 → 総合保健福祉センター → 本白根団地前 → 八十八カ所 → 西の河原公園駐車場前 → ベルツこども園前

12月29日～1月3日を除く平日・土曜のこども園下園時刻に合わせた1本のみ。

## 料金
小学生以上：100円